# Conradin Flugi van Aspermont
Jhr. mr. Conradin Flugi van Aspermont ('s-Gravenhage, 1 april 1928 - Nijmegen, 15 mei 1968) was een Nederlands burgemeester van Est en Opijnen, burgemeester van Doesburg en burgemeester van de gemeente Rozendaal.

## Biografie
Flugi was een lid van de familie Flugi van Aspermont en een zoon van jhr. Carel Hendrik Christiaan Flugi van Aspermont (1898-1961), consul en secretaris van het hoofdbestuur van het Nederlandse Rode Kruis en jkvr. Quinta Elias (1903-1975). Hij trouwde in 1954 met Henriëtte Louise Mathie van Hangest barones d' Yvoy (1931-2015), dochter van burgemeester D.M.M. van Hangest baron d' Yvoy (1899-1987) en lid van de familie Van Hangest d'Yvoy. Uit dit huwelijk werden vier dochters geboren.
Flugi studeerde rechten aan de universiteit Utrecht en werd toen sous-chef van het kabinet van de Commissaris der Koningin in Gelderland. In 1956 werd hij benoemd tot burgemeester van Est en Opijnen. Vanaf 16 mei 1962 was Flugi burgemeester van Doesburg en vanaf 1965 tevens waarnemend burgemeester van Rozendaal. Hij overleed na een langdurig ziekbed op net 40-jarige leeftijd. In de laatste functie werd hij opgevolgd door zijn weduwe.